# Albert Calmette
Léon Charles Albert Calmette (ur. 12 lipca 1863 w Nicei, zm. 29 października 1933 w Paryżu) – francuski lekarz, bakteriolog i immunolog. 

## Życiorys
Opracował (wspólnie z Camille'em Guérin) szczepionkę BCG przeciwko gruźlicy, a także wynalazł surowicę przeciwko dżumie oraz jako pierwszy zastosował antytoksynę przeciwko jadowi węży.
Jego bratem był dziennikarz Gaston Calmette.